# The Kleptomaniac
Pour plus de détails, voir Fiche technique et Distribution.
The Kleptomaniac est un film muet américain de Edwin S. Porter sorti en 1905.

## Synopsis
Dans un grand magasin, une femme riche vole un article. A une devanture, une femme pauvre vole un pain pour nourrir ses enfants. Devant le tribunal, comparaissent les deux femmes. La riche est acquittée, alors que la pauvre est condamnée. Le film se termine par une allégorie de la justice, avec sa balance penchant du côté du plateau ayant un sac d'or.

## Fiche technique
- Titre original : The Kleptomaniac
- Réalisation : Edwin S. Porter
- Production Edison Manufacturing Company
- Pays d'origine : États-Unis
- Format : Noir et blanc
- Genre : Drame
- Durée : 10 minutes
- Date de sortie :
  - États-Unis :Février 1905
- Licence : domaine public

## Distribution
- Aline Boyd : la kleptomane, Mrs. Banker
- Phineas Nairs : détective du magasin
- Jane Stewart : détective femme du magasin
- George Voijere : surintendant du magasin
- Ann Eggleston : la voleuse
- William S. Rising : le juge à la cour
- Helen Courtenay : La Justice